# Semiothisa abruptata
Semiothisa abruptata är en fjärilsart som beskrevs av Walker 1862. Semiothisa abruptata ingår i släktet Semiothisa och familjen mätare. Inga underarter finns listade i Catalogue of Life.